# Milica del Montenegro
Milica Petrović-Njegoš, conosciuta come granduchessa Milica (Cettigne, 14 luglio 1866 – Alessandria d'Egitto, 5 settembre 1951), è stata una principessa del Montenegro.

## Biografia
La principessa Milica era figlia secondogenita del re Nicola I del Montenegro e della regina Milena Vukotić. Trascorse i primi anni della sua vita nella sua terra natale. Insieme alle sue sorelle Anastasia, Elena e Maria, visse a San Pietroburgo dove studiò presso l'Istituto Smol'nyj. In questo periodo si verificò la prima tragedia della sua vita: la sorella minore Maria morì improvvisamente.

## Matrimonio
Dopo aver terminato i suoi studi, Milica sposò il 26 luglio 1889 a San Pietroburgo il granduca Pëtr Nikolaevič, figlio secondogenito del granduca Nicola il Vecchio e di Alessandra di Oldenburg. Pëtr Nikolaevič era quindi nipote dello zar Nicola I di Russia. La cerimonia ebbe luogo a Peterhof.
Milica e Pëtr ebbero quattro figli:
- Marina Petrovna (28 febbraio 1892 - 15 maggio 1981), buona pittrice, sposò il principe Aleksander Galitzine;
- Roman Petrovič (17 ottobre 1896 - 23 ottobre 1978), padre del futuro pretendente al trono Nicola Romanovič Romanov;
- Nadežda Petrovna (3 marzo 1898 - 21 aprile 1988), che sposò nel 1919 in Crimea il principe Nikolaj Orlov;
- Sofia Petrovna (3 marzo 1898), sepolta nel cimitero conventuale a Kiev, dove sua nonna la granduchessa Aleksandra Petrovna era monaca.

Milica, sua sorella Anastasia e sua nipote Elena erano le uniche nuore nella famiglia Romanov che erano nate ortodosse. Milica si considerava istruita e intelligente e si comportava con arroganza tra i suoi parenti russi. Era l'esatto contrario di suo marito, una persona ritirata, timida e silenziosa. A corte Milica e Anastasia ebbero un ruolo di primo piano e per diversi anni sono state vicine alla famiglia imperiale. A corte venivano chiamate denigratamente "montenegrine" o anche "corvi montenegrini". Distinta fin dalla giovane età, con un interesse per tutto ciò che è mistico, Milica amava le opere dei mistici orientali, delle scienze occulte e dello spiritualismo. Ricevette anche un diploma a Parigi per il titolo di dottore onorario d'alchimia. Lì conobbe anche uno spiritualista e magnetizzatore, un certo Monsieur Philip, che invitò a San Pietroburgo e lo presentò all'imperatrice Aleksandra Romanova, assicurandole che questo taumaturgo l'avrebbe liberata dagli attacchi di nevralgia.
E poco dopo, fu Milica a far conoscere Grigorij Efimovič Rasputin, che grazie a lei raggiunse la fama di guaritore e veggente e svolse un ruolo significativo nella caduta della monarchia. Insieme a sua sorella Anastasia, con la quale era inseparabile, Milica voleva usarlo come strumento di influenza su Nicola II per realizzare i suoi progetti personali e aiutare il suo nativo Montenegro. Ma nel 1909 ci fu una rottura completa con la famiglia imperiale e le due sorelle divennero le principali nemiche e organizzatrici della persecuzione nei confronti di Rasputin.
A causa della malattia del marito, che soffriva di tubercolosi polmonare, Milica visse a lungo all'estero o in Crimea, dove il Granduca aveva una grande proprietà a Dulber. Milica visse lì anche durante gli anni della guerra (1915-1916).
Nel 1917 lei e la sua famiglia riuscirono a lasciare Pietrogrado in modo sicuro. In primo luogo, la famiglia si trasferì in Crimea, e poi con altri Romanov nel 1919 sulla nave da guerra britannica HMS Marlborough.

## Morte
Per diversi anni Milica e suo marito vissero in Francia. Dopo la morte del marito nel 1931, Milica si trasferì con il figlio Roman e la sua famiglia in Italia: il re Vittorio Emanuele III era il marito di sua sorella minore Elena.
Dopo la presa del potere da parte dei nazisti e l'abdicazione del re, Milica partì per l'Egitto.
Milica morì il 5 settembre 1951 ad Alessandria. Riposa nella cripta della Chiesa ortodossa russa dell'Arcangelo Michele a Cannes accanto al marito.

## Ascendenza
|                                |                      |                    | Genitori |  |  | Nonni |  |  | Bisnonni               |  |  | Trisnonni            |  |
|                                |                      |                    |          |  |  |       |  |  | Stanko Petrović-Njegoš |  |  | Sava Petrović-Njegoš |  |
|                                |                      |                    |          |  |  |       |  |  | Stanko Petrović-Njegoš |  |  | Sava Petrović-Njegoš |  |
|                                |                      | Angelika Radamović |          |  |  |       |  |  | Stanko Petrović-Njegoš |  |  |                      |  |
| Granduca Mirko Petrović-Njegoš |                      |                    |          |  |  |       |  |  | Stanko Petrović-Njegoš |  |  |                      |  |
|                                |                      | Christine Vrbitsa  | …        |  |  |       |  |  |                        |  |  |                      |  |
|                                |                      | Christine Vrbitsa  | …        |  |  |       |  |  |                        |  |  |                      |  |
|                                |                      | Christine Vrbitsa  | …        |  |  |       |  |  |                        |  |  |                      |  |
| Nicola I del Montenegro        |                      | Christine Vrbitsa  |          |  |  |       |  |  |                        |  |  |                      |  |
|                                |                      | Drago Martinović   | …        |  |  |       |  |  |                        |  |  |                      |  |
|                                |                      | Drago Martinović   | …        |  |  |       |  |  |                        |  |  |                      |  |
|                                |                      | Drago Martinović   | …        |  |  |       |  |  |                        |  |  |                      |  |
| Anastasija Martinović          |                      | Drago Martinović   |          |  |  |       |  |  |                        |  |  |                      |  |
|                                |                      | Stana Martinović   | …        |  |  |       |  |  |                        |  |  |                      |  |
|                                |                      | Stana Martinović   | …        |  |  |       |  |  |                        |  |  |                      |  |
|                                |                      | Stana Martinović   | …        |  |  |       |  |  |                        |  |  |                      |  |
| Milica del Montenegro          |                      | Stana Martinović   |          |  |  |       |  |  |                        |  |  |                      |  |
|                                | Peter Perkov Vukotić | …                  |          |  |  |       |  |  |                        |  |  |                      |  |
|                                | Peter Perkov Vukotić | …                  |          |  |  |       |  |  |                        |  |  |                      |  |
|                                | Peter Perkov Vukotić | …                  |          |  |  |       |  |  |                        |  |  |                      |  |
| Petar Vukotić                  | Peter Perkov Vukotić |                    |          |  |  |       |  |  |                        |  |  |                      |  |
|                                |                      | Stana Milić        | …        |  |  |       |  |  |                        |  |  |                      |  |
|                                |                      | Stana Milić        | …        |  |  |       |  |  |                        |  |  |                      |  |
|                                |                      | Stana Milić        | …        |  |  |       |  |  |                        |  |  |                      |  |
| Milena Vukotić                 |                      | Stana Milić        |          |  |  |       |  |  |                        |  |  |                      |  |
|                                |                      | Tadija Vervodić    | …        |  |  |       |  |  |                        |  |  |                      |  |
|                                |                      | Tadija Vervodić    | …        |  |  |       |  |  |                        |  |  |                      |  |
|                                |                      | Tadija Vervodić    | …        |  |  |       |  |  |                        |  |  |                      |  |
| Elena Vervodić                 |                      | Tadija Vervodić    |          |  |  |       |  |  |                        |  |  |                      |  |
|                                |                      | Milica Pavičević   | …        |  |  |       |  |  |                        |  |  |                      |  |
|                                |                      | Milica Pavičević   | …        |  |  |       |  |  |                        |  |  |                      |  |
|                                |                      | Milica Pavičević   | …        |  |  |       |  |  |                        |  |  |                      |  |
|                                |                      | Milica Pavičević   |          |  |  |       |  |  |                        |  |  |                      |  |